# Magnosaurus
Magnosaurus is een geslacht van vleesetende theropode dinosauriërs, behorend tot de groep van de Tetanurae, dat tijdens het Jura leefde in het gebied van het huidige Engeland.

## Naamgeving en vondst
In 1923 benoemde Friedrich von Huene een gedeeltelijk skelet van een theropode, in de negentiende eeuw gevonden door W. Parker en zich bevindend in de Parker Collection die door het Oxford University Museum of Natural History was gekocht van James Parker, als een nieuwe soort van Megalosaurus: Megalosaurus nethercombensis. De soortaanduiding verwijst naar de vindplaats Nethercombe bij Sherborne in Dorset. In 1932 benoemde hij een apart geslacht: Magnosaurus. De geslachtsnaam is afgeleid van het Latijnse magnus, "groot". De typesoort blijft Megalosaurus nethercombensis; de combinatio nova is Magnosaurus nethercombensis.
Het holotype, OUM J12143, komt uit de Middle Inferior Oolite Formation die stamt uit het vroege Bajocien, ongeveer 172 miljoen jaar oud. Het bestaat uit de dentaria van de onderkaken; een stuk achterste ruggenwervel; afdrukken van de ribben; een stuk middelste staartwervel; een stuk van het darmbeen; gedeelten van de schaambeenderen; de onderkant van de dijbeenderen; de gedeeltelijke scheenbeenderen en de onderkant van het kuitbeen. De dijbeenderen en scheenbeenderen zijn bewaard als natuurlijke afgietsels.
In 1926 had von Huene nog een soort van Megalosaurus benoemd: Megalosaurus lydekkeri, waarvan de soortaanduiding Richard Lydekker eerde. Het holotype is een tand, BMNH 41352, in 1888 door Lydekker beschreven. In 1932 benoemde hij dit tot een tweede soort van Magnosaurus: Magnosaurus lydekkeri. Tegenwoordig wordt aangenomen dat deze soort een nomen dubium is, waarbij niets wijst op een direct verband met Magnosaurus nethercombensis. Daarbij is Megalosaurus lydekkeri een jonger objectief synoniem van Megalosaurus woordwardi Lydekker 1909.
In dezelfde publicatie uit 1932 werd nog een derde soort van Magnosaurus door von Huene vermeld: Magnosaurus woodwardi, voor een scheenbeen, BMNH R3542, in 1908 beschreven door Arthur Smith Woodward. Verrassend genoeg benoemde hij voor hetzelfde bot in dezelfde publicatie nog een andere soort: Sarcosaurus andrewsi waarvan Magnosaurus woodwardi Huene 1932 het synoniem is door een latere keuze uit 1956 door von Huene zelf. Daarbij komt nog dat per vergissing in het benoemende artikel een oorspronkelijk bedoelde afwijkende naam wordt vermeld: Megalosaurus (Magnosaurus) woodwardi, waarin Magnosaurus dus slechts de status heeft van ondergeslacht. De keuze voor de soortaanduiding woordwardi kwam vermoedelijk voort uit het feit dat het scheenbeen door Lydekker in 1909 aan Megalosaurus woodwardi was toegewezen. Beide soorten zijn echter geen objectieve synoniemen van elkaar omdat hun typespecimina verschillen. Dat betekent dat ook Magnosaurus lydekkeri als geldige nieuwe combinatienaam al Magnosaurus woodwardi heeft. Magnosaurus woodwardi Huene 1932 moest dus hoe dan ook hernoemd worden.
Ook bij Magnosaurus woodwardi Huene is er geen verband met Magnosaurus nethercombensis. Nog verwarrender is het dat het geschrift Sarcosaurus woodi hernoemt tot een Magnosaurus woodi.
In 2003 schreef Oliver Rauhut Eustreptospondylus oxoniensis aan Magnosaurus toe, dus als een Magnosaurus oxoniensis. Dit heeft geen navolging gekregen.
Alleen de typesoort Magnosaurus nethercombensis wordt tegenwoordig als valide gezien.

### Soortenlijst
De verwarrende naamgeving kan worden samengevat in een soortenlijst.
- Magnosaurus nethercombensis (Huene 1923) Huene 1932: typesoort van Magnosaurus; = Megalosaurus nethercombensis Huene 1923
- Magnosaurus lydekkeri (Huene 1926) Huene 1932: nomen dubium, jonger objectief synoniem van Megalosaurus woordwardi Lydekker 1909; = Megalosaurus lydekkeri Huene 1926
- Magnosaurus woodwardi Huene 1932: = Megalosaurus (Magnosaurus) woodwardi Huene 1932; objectief synoniem van Sarcosaurus andrewsi Huene 1932
- Magnosaurus woodi (Andrews 1921) Huene 1932: = Sarcosaurus woodi Andrews 1921
- Magnosaurus oxoniensis (Walker 1964) Rauhut 2003: = Eustreptospondylus oxoniensis Walker 1964

## Beschrijving

### Grootte en onderscheidende kenmerken
Magnosaurus is een middelgrote roofsauriër met een geschatte lengte van 4,6 meter. Het gewicht is door Gregory S. Paul in 1988 geschat op 175 kilo, door Roger Benson in 2010 op ongeveer een halve ton. De heuphoogte is een meter. Er is wel verondersteld dat het holotype een onvolgroeid exemplaar zou betreffen maar alleen op grond van de afmetingen; de eigenschappen van de botten wijzen daar niet speciaal op.
De meeste kenmerken van het dier blijken oorspronkelijk te zijn voor de Tetanurae. Een gedetailleerde beschrijving door Benson wist één enkele unieke afgeleide eigenschap, ofwel autapomorfie, te vinden: het bezit van van voor naar achteren verlengde openingen, foramina, op de onderzijde van de buitenste zijkant van de dentaria, de tanddragende botten van de onderkaken. Deze foramina zijn verlengd tot groeven en schuin naar voren en boven gericht.

### Skelet

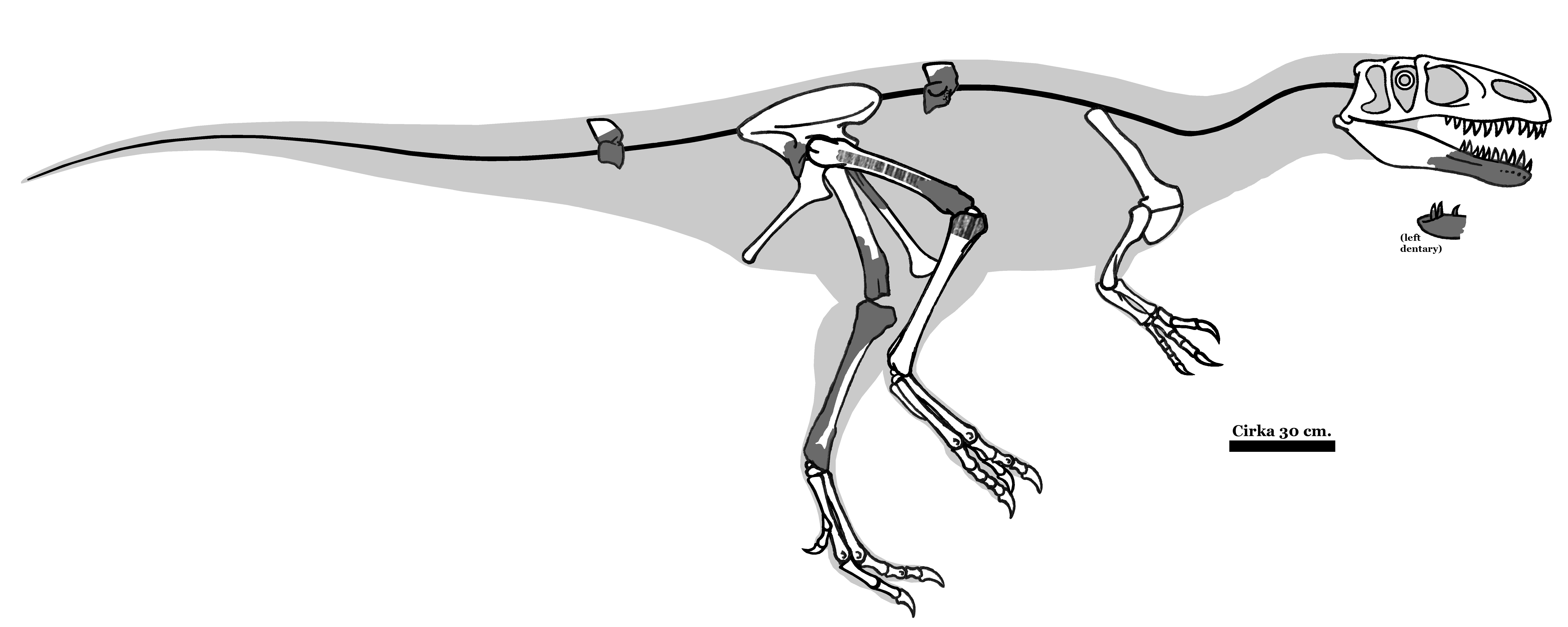
De bewaarde delen van het skelet in grijs

#### Onderkaken
Het dentarium van de onderkaak wordt naar voren toe iets hoger en eindigt in een afgeronde wat naar boven gerichte punt. Van boven gezien is de buitenzijde bol, extra breed rond de vergrote derde tand, en de binnenzijde vlak. In plaats van een plat raakvlak voor het contact met de andere onderkaak, heeft de symfyse, de binnenste voorkant, een brede horizontale groeve die naar voren toe naar boven kromt, zowel aan de bovenzijde als de onderzijde begrensd door een korte afgeronde richel. Dit is een typisch megalosauride kenmerk.
De groeve aan de binnenkant van de kaak, de fossa Meckeliana, is ondiep maar duidelijk afgescheiden en loopt naar voren schuin naar beneden toe. In de groeve bevinden zich twee spleetvormige foramina. De voorste is direct in het verlengde van de achterste geplaatst maar wel met een relatief grote tussenafstand. Deze openingen, die bij veel theropoden voorkomen, moeten niet worden verward met de unieke foramina aan de onderzijde van de buitenkant van de kaak. Deze bevinden zich ter hoogte van de zevende en de tiende tandkas. Ze zijn groefvormig en doorboren op hun diepste punt de beenwand. De voorste loopt naar voren over in een schuin naar boven gerichte langere groeve. Dubreuillosaurus heeft ook foramina in deze positie maar die zijn veel minder langgerekt, meer ovaal in profiel en horizontaler. Onder de vijfde tand van Magnosaurus bevindt zich een horizontaler laag foramen. Overigens toont de zijkant nog meer van zulke gaten: meer vooraan zijn ze willekeurig geplaatst en helemaal achteraan bevindt zich een reeks van die op twee derden van de hoogte van het dentarium. De openingen dienden vermoedelijk als kanalen voor bloedvaten en zenuwen.
De onderkaak draagt minstens twaalf tanden en vermoedelijk veertien; in het holotype zijn die afgebroken zodat hun vorm niet direct kan worden vastgesteld. Door gaten in het fossiel is echter de bouw van de vervangingstanden die zich nog in het kaakbeen bevonden waar te nemen. Van de snijranden is de voorste iets meer naar de buitenzijde van de tand geplaatst en de achterste wat meer naar de binnenzijde. De kartelingen of vertandingen zijn beitelvormig en staan loodrecht op de snijrand, niet iets naar het spits gericht. Rimpels en bloedgroeven ontbreken. Van de voorste snijrand is alleen het bovenste derde deel gekarteld. Het aantal vertandingen bedraagt achtentwintig à dertig per strekkende centimeter. De ondersteunende veelhoekige interdentaalplaten hebben een vlakke binnenkant en zijn hoger dan breed, anders dan bij Eustreptospondylus waar ze breder zijn dan hoog.

#### Postcrania
Van de wervels zijn slechts fragmenten bekend. Zowel de ruggenwervels als de staartwervels zijn licht amficoel, met uitgeholde facetten van de wervellichamen en hoger dan breed. De wervellichamen van rug en staart hebben ondiepe wijde uithollingen op de zijkanten maar geen echte pleurocoelen met een opening naar de luchtholten in het centrum. Ze hebben op de onderzijde een lage richel in de lengterichting lopen.
Bij het darmbeen is de buitenwand bij de onderkant van het achterblad niet contigu met de binnenwand. Aangezien die onderkant van onderen uitgehold is door een diepe groeve die dient als aanhechting voor een staartspier, de Musculus caudofemoralis brevis, en de onderrand van de buitenwand hoger ligt, wordt de door de uitholling gevormde interne zijde van de binnenwand ontbloot en is van buitenaf zichtbaar als een beenplaat. Het aanhangsel voor het zitbeen is kleiner dan dat voor het schaambeen. Beide kenmerken zijn overigens normaal voor de Tetanurae. Bij het schaambeen is de schacht recht; het beenschort tussen beide schaambeenderen is nauw.
Op het dijbeen is de voorste groeve tussen de onderste gewrichtsknobbels ondiep. Van de buitenste knobbel is het voorvlak overdwars bol. Deze knobbel is van onderen bezien rond en heeft een bolle onderzijde. Een vijf centimeter lang verruwing begint ongeveer zes centimeter boven de binnenste knobbel in de vorm van een ovaal vlak met een reeks groeven in de lengterichting. De binnenkant van de binnenste knobbel heeft een ondiepe uitholling met aan de voorzijde een lage afgeronde richel. De lengtekam aan de buitenzijde, de crista tibiofibularis, reikt zo laag als de buitenste knobbel. De bodem van de achterste groeve tussen beide knobbels is vlak tussen de crista tibiofibularis en de achterste uitstulping van de binnenste knobbel en toont een aantal zwakke inkervingen in de lengterichting; een dwarsrichel, zoals bepaalde zeer basale theropoden in deze positie hebben, ontbreekt.
Het scheenbeen buigt in zijaanzicht licht naar voren toe; in achteraanzicht is het profiel licht golvend doordat de onderkant naar binnen kromt en de bovenkant naar buiten. Het linkerscheenbeen is negenenveertig centimeter lang. Bovenvlak is achteraan in tweeën gedeeld door een groeve in de achterkant van de schacht. De zo gevormd binnenste lob is wat groter en hoger dan de bovenste. De crista cnemialis vormt een robuuste, en in zijaanzicht licht bolle, kam aan de voorkant. Deze kam steekt meer naar boven uit dan de achterste lobben en is van de buitenste lob gescheiden door een ondiepe inkerving, de incisura tibialis. De kam heeft daarnaast een lage verticale richel, wat schuin naar voren gericht, op de buitenste zijkant. Het onderste uiteinde van het scheenbeen is zowel naar binnen als buiten verbreed. Dat uiteinde is zo met 116 millimeter overdwars een stuk breder dan de lengte van voor naar achter gemeten, die tweeënvijftig millimeter bedraagt. Het ondervlak heeft een driehoekig profiel. De onderste voorkant toont over 11% van de schachtlengte een duidelijke uitholling, een facet van vierenvijftig millimeter hoog voor het contact met de opgaande tak van het sprongbeen. De richel boven de tak van het sprongbeen vormt een duidelijk afgetekende trapvormige structuur die schuin naar buiten en beneden loopt.

## Fylogenie
Magnosaurus is meestal geplaatst in de Megalosauridae, door Adam Yates in 2005 in de Eustreptospondylidae. Een cladistische analyse door Benson had als uitkomst dat het een megalosauride was binnen een ruimere Megalosauroidea. Het zou daarmee het oudste bekende zekere lid van de Tetanurae zijn. Magnosaurus is volgens Benson wellicht vrij nauw verwant aan Eustreptospondylus. Een studie van Matthew Carrano echter vond hem als de zustersoort van Dubreuillosaurus.
Het volgende kladogram geeft de plaats van Magnosaurus in de evolutionaire stamboom volgens de analyse van Carrano uit 2012.
|  | Eustreptospondylus |
|  |                    |

|  | Duriavenator                                                 |
|  |                                                              |
|  | \| \| Megalosaurus \| \| \| \| \| \| Torvosaurus \| \| \| \| |
|  |                                                              |
|  | Megalosaurus                                                 |
|  |                                                              |
|  | Torvosaurus                                                  |
|  |                                                              |

|  | Megalosaurus |
|  |              |
|  | Torvosaurus  |
|  |              |

|  | Dubreuillosaurus |
|  |                  |
|  | Magnosaurus      |
|  |                  |

|  | Leshansaurus   |
|  |                |
|  | Piveteausaurus |
|  |                |

|  | Dubreuillosaurus |
|  |                  |
|  | Magnosaurus      |
|  |                  |

|  | Leshansaurus   |
|  |                |
|  | Piveteausaurus |
|  |                |

|  | Duriavenator                                                 |
|  |                                                              |
|  | \| \| Megalosaurus \| \| \| \| \| \| Torvosaurus \| \| \| \| |
|  |                                                              |
|  | Megalosaurus                                                 |
|  |                                                              |
|  | Torvosaurus                                                  |
|  |                                                              |

|  | Megalosaurus |
|  |              |
|  | Torvosaurus  |
|  |              |

|  | Dubreuillosaurus |
|  |                  |
|  | Magnosaurus      |
|  |                  |

|  | Leshansaurus   |
|  |                |
|  | Piveteausaurus |
|  |                |

|  | Dubreuillosaurus |
|  |                  |
|  | Magnosaurus      |
|  |                  |

|  | Leshansaurus   |
|  |                |
|  | Piveteausaurus |
|  |                |

|  | Eustreptospondylus |
|  |                    |

|  | Duriavenator                                                 |
|  |                                                              |
|  | \| \| Megalosaurus \| \| \| \| \| \| Torvosaurus \| \| \| \| |
|  |                                                              |
|  | Megalosaurus                                                 |
|  |                                                              |
|  | Torvosaurus                                                  |
|  |                                                              |

|  | Megalosaurus |
|  |              |
|  | Torvosaurus  |
|  |              |

|  | Dubreuillosaurus |
|  |                  |
|  | Magnosaurus      |
|  |                  |

|  | Leshansaurus   |
|  |                |
|  | Piveteausaurus |
|  |                |

|  | Dubreuillosaurus |
|  |                  |
|  | Magnosaurus      |
|  |                  |

|  | Leshansaurus   |
|  |                |
|  | Piveteausaurus |
|  |                |

|  | Duriavenator                                                 |
|  |                                                              |
|  | \| \| Megalosaurus \| \| \| \| \| \| Torvosaurus \| \| \| \| |
|  |                                                              |
|  | Megalosaurus                                                 |
|  |                                                              |
|  | Torvosaurus                                                  |
|  |                                                              |

|  | Megalosaurus |
|  |              |
|  | Torvosaurus  |
|  |              |

|  | Dubreuillosaurus |
|  |                  |
|  | Magnosaurus      |
|  |                  |

|  | Leshansaurus   |
|  |                |
|  | Piveteausaurus |
|  |                |

|  | Dubreuillosaurus |
|  |                  |
|  | Magnosaurus      |
|  |                  |

|  | Leshansaurus   |
|  |                |
|  | Piveteausaurus |
|  |                |

|  | Eustreptospondylus |
|  |                    |

|  | Duriavenator                                                 |
|  |                                                              |
|  | \| \| Megalosaurus \| \| \| \| \| \| Torvosaurus \| \| \| \| |
|  |                                                              |
|  | Megalosaurus                                                 |
|  |                                                              |
|  | Torvosaurus                                                  |
|  |                                                              |

|  | Megalosaurus |
|  |              |
|  | Torvosaurus  |
|  |              |

|  | Dubreuillosaurus |
|  |                  |
|  | Magnosaurus      |
|  |                  |

|  | Leshansaurus   |
|  |                |
|  | Piveteausaurus |
|  |                |

|  | Dubreuillosaurus |
|  |                  |
|  | Magnosaurus      |
|  |                  |

|  | Leshansaurus   |
|  |                |
|  | Piveteausaurus |
|  |                |

|  | Duriavenator                                                 |
|  |                                                              |
|  | \| \| Megalosaurus \| \| \| \| \| \| Torvosaurus \| \| \| \| |
|  |                                                              |
|  | Megalosaurus                                                 |
|  |                                                              |
|  | Torvosaurus                                                  |
|  |                                                              |

|  | Megalosaurus |
|  |              |
|  | Torvosaurus  |
|  |              |

|  | Dubreuillosaurus |
|  |                  |
|  | Magnosaurus      |
|  |                  |

|  | Leshansaurus   |
|  |                |
|  | Piveteausaurus |
|  |                |

|  | Dubreuillosaurus |
|  |                  |
|  | Magnosaurus      |
|  |                  |

|  | Leshansaurus   |
|  |                |
|  | Piveteausaurus |
|  |                |

|  | Eustreptospondylus |
|  |                    |

|  | Duriavenator                                                 |
|  |                                                              |
|  | \| \| Megalosaurus \| \| \| \| \| \| Torvosaurus \| \| \| \| |
|  |                                                              |
|  | Megalosaurus                                                 |
|  |                                                              |
|  | Torvosaurus                                                  |
|  |                                                              |

|  | Megalosaurus |
|  |              |
|  | Torvosaurus  |
|  |              |

|  | Dubreuillosaurus |
|  |                  |
|  | Magnosaurus      |
|  |                  |

|  | Leshansaurus   |
|  |                |
|  | Piveteausaurus |
|  |                |

|  | Dubreuillosaurus |
|  |                  |
|  | Magnosaurus      |
|  |                  |

|  | Leshansaurus   |
|  |                |
|  | Piveteausaurus |
|  |                |

|  | Duriavenator                                                 |
|  |                                                              |
|  | \| \| Megalosaurus \| \| \| \| \| \| Torvosaurus \| \| \| \| |
|  |                                                              |
|  | Megalosaurus                                                 |
|  |                                                              |
|  | Torvosaurus                                                  |
|  |                                                              |

|  | Megalosaurus |
|  |              |
|  | Torvosaurus  |
|  |              |

|  | Dubreuillosaurus |
|  |                  |
|  | Magnosaurus      |
|  |                  |

|  | Leshansaurus   |
|  |                |
|  | Piveteausaurus |
|  |                |

|  | Dubreuillosaurus |
|  |                  |
|  | Magnosaurus      |
|  |                  |

|  | Leshansaurus   |
|  |                |
|  | Piveteausaurus |
|  |                |

|  | Eustreptospondylus |
|  |                    |

|  | Duriavenator                                                 |
|  |                                                              |
|  | \| \| Megalosaurus \| \| \| \| \| \| Torvosaurus \| \| \| \| |
|  |                                                              |
|  | Megalosaurus                                                 |
|  |                                                              |
|  | Torvosaurus                                                  |
|  |                                                              |

|  | Megalosaurus |
|  |              |
|  | Torvosaurus  |
|  |              |

|  | Dubreuillosaurus |
|  |                  |
|  | Magnosaurus      |
|  |                  |

|  | Leshansaurus   |
|  |                |
|  | Piveteausaurus |
|  |                |

|  | Dubreuillosaurus |
|  |                  |
|  | Magnosaurus      |
|  |                  |

|  | Leshansaurus   |
|  |                |
|  | Piveteausaurus |
|  |                |

|  | Duriavenator                                                 |
|  |                                                              |
|  | \| \| Megalosaurus \| \| \| \| \| \| Torvosaurus \| \| \| \| |
|  |                                                              |
|  | Megalosaurus                                                 |
|  |                                                              |
|  | Torvosaurus                                                  |
|  |                                                              |

|  | Megalosaurus |
|  |              |
|  | Torvosaurus  |
|  |              |

|  | Dubreuillosaurus |
|  |                  |
|  | Magnosaurus      |
|  |                  |

|  | Leshansaurus   |
|  |                |
|  | Piveteausaurus |
|  |                |

|  | Dubreuillosaurus |
|  |                  |
|  | Magnosaurus      |
|  |                  |

|  | Leshansaurus   |
|  |                |
|  | Piveteausaurus |
|  |                |

|  | Eustreptospondylus |
|  |                    |

|  | Duriavenator                                                 |
|  |                                                              |
|  | \| \| Megalosaurus \| \| \| \| \| \| Torvosaurus \| \| \| \| |
|  |                                                              |
|  | Megalosaurus                                                 |
|  |                                                              |
|  | Torvosaurus                                                  |
|  |                                                              |

|  | Megalosaurus |
|  |              |
|  | Torvosaurus  |
|  |              |

|  | Dubreuillosaurus |
|  |                  |
|  | Magnosaurus      |
|  |                  |

|  | Leshansaurus   |
|  |                |
|  | Piveteausaurus |
|  |                |

|  | Dubreuillosaurus |
|  |                  |
|  | Magnosaurus      |
|  |                  |

|  | Leshansaurus   |
|  |                |
|  | Piveteausaurus |
|  |                |

|  | Duriavenator                                                 |
|  |                                                              |
|  | \| \| Megalosaurus \| \| \| \| \| \| Torvosaurus \| \| \| \| |
|  |                                                              |
|  | Megalosaurus                                                 |
|  |                                                              |
|  | Torvosaurus                                                  |
|  |                                                              |

|  | Megalosaurus |
|  |              |
|  | Torvosaurus  |
|  |              |

|  | Dubreuillosaurus |
|  |                  |
|  | Magnosaurus      |
|  |                  |

|  | Leshansaurus   |
|  |                |
|  | Piveteausaurus |
|  |                |

|  | Dubreuillosaurus |
|  |                  |
|  | Magnosaurus      |
|  |                  |

|  | Leshansaurus   |
|  |                |
|  | Piveteausaurus |
|  |                |

|  | Eustreptospondylus |
|  |                    |

|  | Duriavenator                                                 |
|  |                                                              |
|  | \| \| Megalosaurus \| \| \| \| \| \| Torvosaurus \| \| \| \| |
|  |                                                              |
|  | Megalosaurus                                                 |
|  |                                                              |
|  | Torvosaurus                                                  |
|  |                                                              |

|  | Megalosaurus |
|  |              |
|  | Torvosaurus  |
|  |              |

|  | Dubreuillosaurus |
|  |                  |
|  | Magnosaurus      |
|  |                  |

|  | Leshansaurus   |
|  |                |
|  | Piveteausaurus |
|  |                |

|  | Dubreuillosaurus |
|  |                  |
|  | Magnosaurus      |
|  |                  |

|  | Leshansaurus   |
|  |                |
|  | Piveteausaurus |
|  |                |

|  | Duriavenator                                                 |
|  |                                                              |
|  | \| \| Megalosaurus \| \| \| \| \| \| Torvosaurus \| \| \| \| |
|  |                                                              |
|  | Megalosaurus                                                 |
|  |                                                              |
|  | Torvosaurus                                                  |
|  |                                                              |

|  | Megalosaurus |
|  |              |
|  | Torvosaurus  |
|  |              |

|  | Dubreuillosaurus |
|  |                  |
|  | Magnosaurus      |
|  |                  |

|  | Leshansaurus   |
|  |                |
|  | Piveteausaurus |
|  |                |

|  | Dubreuillosaurus |
|  |                  |
|  | Magnosaurus      |
|  |                  |

|  | Leshansaurus   |
|  |                |
|  | Piveteausaurus |
|  |                |

|  | Eustreptospondylus |
|  |                    |

|  | Duriavenator                                                 |
|  |                                                              |
|  | \| \| Megalosaurus \| \| \| \| \| \| Torvosaurus \| \| \| \| |
|  |                                                              |
|  | Megalosaurus                                                 |
|  |                                                              |
|  | Torvosaurus                                                  |
|  |                                                              |

|  | Megalosaurus |
|  |              |
|  | Torvosaurus  |
|  |              |

|  | Dubreuillosaurus |
|  |                  |
|  | Magnosaurus      |
|  |                  |

|  | Leshansaurus   |
|  |                |
|  | Piveteausaurus |
|  |                |

|  | Dubreuillosaurus |
|  |                  |
|  | Magnosaurus      |
|  |                  |

|  | Leshansaurus   |
|  |                |
|  | Piveteausaurus |
|  |                |

|  | Duriavenator                                                 |
|  |                                                              |
|  | \| \| Megalosaurus \| \| \| \| \| \| Torvosaurus \| \| \| \| |
|  |                                                              |
|  | Megalosaurus                                                 |
|  |                                                              |
|  | Torvosaurus                                                  |
|  |                                                              |

|  | Megalosaurus |
|  |              |
|  | Torvosaurus  |
|  |              |

|  | Dubreuillosaurus |
|  |                  |
|  | Magnosaurus      |
|  |                  |

|  | Leshansaurus   |
|  |                |
|  | Piveteausaurus |
|  |                |

|  | Dubreuillosaurus |
|  |                  |
|  | Magnosaurus      |
|  |                  |

|  | Leshansaurus   |
|  |                |
|  | Piveteausaurus |
|  |                |